# Heinersbrück
Heinersbrück (dolnołuż. Móst) – gmina w Niemczech, w kraju związkowym Brandenburgia, w powiecie Spree-Neiße, wchodzi w skład urzędu Peitz..